# Cesar Murakami
Cesar Murakami (村上天皇 Murakami-tennō, 14. julij 924 - 5. julij 967) je bil 62. japonski cesar v skladu s tradicionalnim redom nasledstva. Murakami je vladal od leta 946 do leta 967, ko je umrl.

## Tradicionalna zgodba
Preden je cesar zasedel prestol, je bilo njegovo ime (imina) Nariakira-shinnō (成明親王). Nariakira-shinnō je bil 14. sin cesarja Daiga in mlajši brat cesarja Suzakuja po drugi materi.
Murakami je imel deset cesaric in cesarskih družic ter 19 cesarskih otrok. Imel je zelo lepe citre biwa, imenovane Kenjō.

### Dogodki tekom vladavine cesarja Murakamija
Leta 944 je bil imenovan za prestolonaslednika in dve leti kasneje sedel na prestol.
- 16. maj 946 (Tengyō 9, 13. dan 4. meseca): V 16. letu vladanja (朱雀天皇十六年) cesar Suzaku abdicira; nasledstvo (senso) prejme njegov mlajši brat, Nariakira-shinnō.[7]
- 31. maj 946 (Tengyō 9, 28. dan 4. meseca): Kmalu zatem cesar Murakami pristopi k prestolu (sokui) pri starosti 21 let.[8]

Murakamijev stric po mami, Fujiwara no Tadahira, je ostal regent (sesshō) do leta 949. Po smrti Tadahira ni bilo regenta in čeprav so sodobniki hvalili Murakamija kot cesarja, ki vlada neposredno, je Japonski v resnici vladal klan Fujiwara. Brata Fujiwara no Saneyori in Fujiwara no Morosuke sta postala de facto vladarja Japonske.
- 23. oktober 949 (Tenryaku 3, 29. dan 9. meseca): nekdanji cesar Yōzei je umrl v starosti 82 let.[9]
- 951 (Tenryaku 5): cesar je ukazal sestavljanje pesniške zbirke Gosen Wakashū
- 6. september 952 (Tenryaku 6, 15. dan 8. meseca): nekdanji cesar Suzaku je umrl pri starosti 30 let.[10]
- 16. oktober 960 (Tentoku 4, 23. dan 9. meseca): cesarska palača zgori, kar se zgodi prvič po prestavitvi prestolnice iz Nare v Heian-kyō leta 794.[11]

Murakami je bil osrednja osebnost v kulturi obdobja Heian. Bil je izurjen igralec na flavto fue in harfo koto.
- 5. julij 967 (Kōhō 4, 25. dan 5. meseca): nekdanji cesar Murakami je umrl pri starosti 42 let.

Dejansko mesto Murakamijevega groba je znano. Tradicionalno ga častijo v spominskem šintoističnem svetišču (misasagi) v Kjotu. Uprava japonskega cesarskega dvora je imenovala to mesto za Suzakujev mavzolej. Formalno se imenuje Murakami no misasagi

### Kugyō
Kugyō (公卿) je skupni izraz za peščico najbolj vplivnih moških, delujočih na dvoru japonskega cesarja v času pred obdobjem Meiji.
Večino časa so to elitno skupino sestavljali samo trije ali štirje možje naenkrat. Njihovo družinsko ozadje in izkušnje so jih pripeljale do vrha družbe. V času vladavine cesarja Murakamija so vrh organa Daijō-kan sestavljali:
- Kanpaku, Fujiwara no Tadahira (藤原忠平), 880-949.
- Daijō-daijin, Fujiwara no Tadahira (藤原忠平).
- Sadaijin, Ono-no Miya Fujiwara no Saneyori (藤原実頼), 900-970.[14]
- Udaijin, Fujiwara no Saneyori (藤原実頼).
- Udaijin, Fujiwara no Morosuke (藤原師輔), 908-960.
- Udaijin, Fujiwara no Akitada (藤原顕忠).
- Udaijin, Minamoto no Taka-akira (源高明).
- Nadaijin
- Dainagon

## Obdobjanengōtekom vladavine cesarja Murakamija
Leta vladanja cesarja Murakamija sovpadajo z več kot enim imenom ere nengō.
- Tengyō (938-947)
- Tenryaku (947-957)
- Tentoku (957-961)
- Ōwa (961-964)
- Kōhō (964-968)

## Družice in otroci
Cesarica (Chugu): Fujiwara no Anshi/Yasuko (藤原安子; 927-964), Fujiwara no Morosuke's daughter
- Princ (946)
- Prva hčerka: cesarska princesa Shōshi (承子内親王; 948-951)
- Drugi sin: cesarski princ Norihira (憲平親王; 950-1011), pozneje cesar Reizei
- Četrti sin: cesarski princ Tamehira (為平親王; 952-1010)
- Sedma hčerka: cesarska princesa Sukeko (輔子内親王; 953-992), 32. saiō v svetišču Ise 968-969
- Deveta hčerka: cesarska princesa Shishi (資子内親王; 955-1015)
- Sedmi sin: cesarski princ Morihira (守平親王; 959-991), pozneje cesar En'yu
- Hčerka (962)
- Deseta hčerka: cesarska princesa Senshi (選子内親王; 964-1035) , 16. saiin v svetišču Kamo 975-1031

Družica (Nyōgo): princesa Kishi (徽子女王; 929-985), hčerka cesarskega princa Shigeakira
- Četrta hčerka: cesarska princesa Kishi/Noriko (規子内親王; 949-986) (4. hčerka), 34. saiō v svetišču Ise 975-984
- Osmi sin: (962)

Družica (Nyōgo): princesa Sōshi/Takako (荘子女王; 930-1008), hčerka cesarskega princa Yoakira
- Šesta hčerka: cesarska princesa Rakushi (楽子内親王; 952-998), 31. saiō v svetišču Ise 955-967
- Deveti sin: cesarski princ Tomohira (具平親王; 964-1009), ki se imenuje Nochi no Chūshoō (後中書王)

Družica (Nyōgo): Fujiwara no Jutsushi/Nobuko (藤原述子; 933-947), Fujiwara no Saneyorijeva hčerka
Družica (Nyōgo): Fujiwara no Hōshi (藤原芳子; u.967), Fujiwara no Morotadova hčerka
- Šesti sin: cesarski princ Masahira (昌平親王; 956-961)
- Deseti sin: cesarski princ Nagahira (永平親王; 965-988)

Dvorna spremljevalka (Koui): Minamoto no Kazuko (源計子), Minamoto no Moroakira hčerka
- Druga hčerka: cesarska princesa Rishi (理子内親王; 948-960)
- Peta hčerka: cesarska princesa Seishi (盛子内親王; u.998), poročena s Fujiwara no Akimitsujem

Dvorna spremljevalka (Koui): Fujiwara no Seihi (藤原正妃; u.967), Fujiwara no Arihirova hčerka
- Tretja hčerka: cesarska princesa Hoshi (保子内親王; 949-987), poročena s Fujiwara no Kaneiejem
- Tretji sin: cesarski princ Munehira (致平親王; 951-1041)
- Peti sin: cesarski princ Akihira (昭平親王; 954-1013)

Dvorna spremljevalka (Koui: Fujiwara no Sukehime (藤原祐姫), Fujiwara no Motokatova hčerka
- Prvi sin: cesarski princ Hirohira (広平親王; 950-971)
- Osmi hčerka: cesarska princesa Shūshi (緝子内親王; u.970)

Dvorna spremljevalka (Koui): Fujiwara no Shūshi (藤原脩子), Fujiwara no Asahirova hčerka
Dvorna spremljevalka (Koui): Fujiwara no Yūjo (藤原有序), Fujiwara no Arisukejeva hčerka
Dvorna gospa: Fujiwara no Tōshi/Nariko (藤原登子; u.975), Fujiwara no Morosukejeva hčerka; pozneje poročena s cesarskim princem Shigeakirom